# الولايات المتحدة والإرهاب الذي ترعاه الدولة
قدمت الولايات المتحدة الأمريكية في أوقات مختلفة من التاريخ الحديث الدعم للمنظمات الشبه عسكرية والإرهابية في جميع أنحاء العالم. كما قدمت المساعدة إلى العديد من الأنظمة الاستبدادية التي استخدمت حالة الإرهاب كأداة من أدوات القمع.
وكان دعم الولايات المتحدة للإرهابيين غير الحكوميين في أمريكا اللاتينية والشرق الأوسط وأفريقيا الجنوبية بارزاً. ففي الفترة من 1981 إلى 1991، قدمت الولايات المتحدة الأسلحة والتدريب والدعم المالي واللوجستي المكثف لمتمردي الكونترا في نيكاراغوا، وهم استخدموا التكتيكات الإرهابية في قتالهم ضد حكومة نيكاراغوا. وفي العديد من النقاط، قدمت الولايات المتحدة التدريب والأسلحة والأموال للمجموعات الكوبية الإرهابية في المنفى، مثل أورلاندو بوش ولويس بوسادا كاريليس.
وقد تم تقديم أسباب مختلفة لتبرير مثل هذا الدعم. بما في ذلك ان الدعم شمل الحركات السياسية المزعزعة للاستقرار التي قد تكون متحالفة مع الاتحاد السوفيتي خلال الحرب الباردة، بما في ذلك الحركات الاشتراكية والديمقراطية الشعبية. أو شكل هذا الدعم جزءًا من الحرب على المخدرات. أو تم تقديم الدعم لتوفير بيئة مواتية لمصالح الشركات الأمريكية في الخارج، خاصةً عندما تعرضت هذه المصالح للتهديد من قبل الحكومات الديمقراطية.

## سنوات الرصاص
سنوات الرصاص هي فترة من الاضطرابات الاجتماعية والسياسية في إيطاليا استمرت من أواخر الستينيات إلى أوائل الثمانينيات. اتسمت هذه الفترة بموجة من الإرهاب، قامت بها كل من المجموعات شبه العسكرية من اليمين واليسار. وقد تم توصل إلى أن الأولى كانت مدعومة من الولايات المتحدة كاستراتيجية للتوتر.
صرح الجنرال جاناديليو ماليتي، قائد قسم مكافحة التجسس التابع لجهاز المخابرات العسكرية الإيطالية من عام 1971 إلى عام 1975، أن رجاله في منطقة البندقية اكتشفوا خلية إرهابية يمينية كانت متزودة بمتفجرات عسكرية من ألمانيا، وقال أن أجهزة الاستخبارات الأمريكية حرضت على الإرهاب اليميني في إيطاليا خلال سبعينيات القرن الماضي.
ووفقًا للتحقيق الذي أجراه القاضي الإيطالي غيدو سالفيني، إن المنظمات الفاشية الجديدة المشاركة في إستراتيجية التوتر وهي «لا فينيس، أفانجارديا ناسيونالي، وأوردين نوفو» كانت «جنودًا» لـ «القوات المسلحة السرية»، وكانت توجهها عناصر من «جهاز الدولة المرتبط بوكالة الاستخبارات الأمريكية».

## كونترا
منذ عام 1979 إلى 1990، قدمت الولايات المتحدة الدعم المالي واللوجستي والعسكري لمتمردي الكونترا في نيكاراغوا، الذين استخدموا التكتيكات الإرهابية في حربهم ضد حكومة نيكاراغوا، ونفذوا أكثر من 1300 هجوم إرهابي. وقد استمر هذا الدعم على الرغم من المعرفة الواسعة بانتهاكات حقوق الإنسان التي ارتكبتها الكونترا.
بدأت الولايات المتحدة في دعم أنشطة الكونترا ضد حكومة الساندينية بحلول ديسمبر 1981، وكانت وكالة الاستخبارات المركزية في طليعة العمليات. زودت السي آي إيه الكونترا بالمخططات والتوجيهات التنفيذية، وقدمت المساعدات والأسلحة والغذاء والتدريب، في عمليات وُصفت بالعمليات السرية «الأكثر طموحًا» منذ أكثر من عقد.
وكان من أحد الأهداف التي كانت وكالة الاستخبارات المركزية تأمل في تحقيقها من خلال هذه العمليات هو رد فعل عنيف وعدواني من قبل الحكومة الساندينية، والذي بدوره يمكن استخدامه كذريعة لمزيد من الأعمال العسكرية.
شملت هجمات كونترا ضد الحكومة أعمال إرهابية متكررة وواسعة النطاق.

## المنفيون الكوبيون
قدمت حكومة الولايات المتحدة الدعم للعديد من المنفيين الكوبيين بعد الثورة الكوبية عام 1959، خاصةً تحت إدارة جورج بوش الأب، كان من أبرزهم أورلاندو بوش ولويس بوسادا كاريليس، اللذان تورطا في تفجير الطائرة الكوبية عام 1976.
كان بوش مسؤولًا أيضًا عن 30 عملية إرهابية أخرى، بينما أدين كاريليس عميل وكالة المخابرات المركزية بالعديد من الأعمال الإرهابية ارتكبها أثناء ارتباطه بالوكالة.
كما تم إطلاق سراح المنفيين الكوبيين الآخرين المتورطين في أعمال إرهابية من قبل جورج بوش الأب، خوسيه ديونيسيو سواريز وفرجيليو باز روميرو، وهما منفيان كوبيان آخران اغتالوا الدبلوماسي الشيلي أورلاندو ليتيلير في واشنطن عام 1976.

## الجماعات شبه العسكرية الكولومبية
الجماعات شبه العسكرية اليمينية في كولومبيا هي المسؤولة عن معظم انتهاكات حقوق الإنسان التي ارتُكبت في النصف الأخير من النزاع المسلح الكولومبي المستمر. نُظمت أولى المجموعات الإرهابية شبه العسكرية من قبل مستشارين عسكريين أمريكيين، أُرسِلوا إلى كولومبيا أثناء الحرب الباردة بهدف محاربة النشطاء السياسيين اليساريين، وجماعات العصابات المسلحة.
وفقاّ للعديد من المنظمات الدولية لحقوق الإنسان والمنظمات الحكومية كانت الجماعات شبه العسكرية اليمينية مسؤولة عن 70 إلى 80% على الأقل من عمليات القتل السياسي سنوياً في كولومبيا. استهدف العنف المسلح والإرهاب هناك بشكل أساسي الفلاحين وأعضاء النقابات والسكان الأصليين والعاملين في مجال حقوق الإنسان والمدرسين والناشطين السياسيين اليساريين أو مؤيديهم.